# نيل غالاغير
نيل غالاغير (بالإنجليزية: Neil Gallagher)‏ (20 يناير 1985 بدوندالك في جمهورية أيرلندا - ) هو لاعب كرة القدم الغالية ولاعب كرة قدم أيرلندي في مركز حراسة المرمى. لعب مع نادي دوندالك ونادي كلية جامعة دبلن ولونغفورد تاون ‏ وLouth Senior Football Team ‏ وNewry City F.C. ‏.